# Pjotr Andrejewitsch Pawlenski

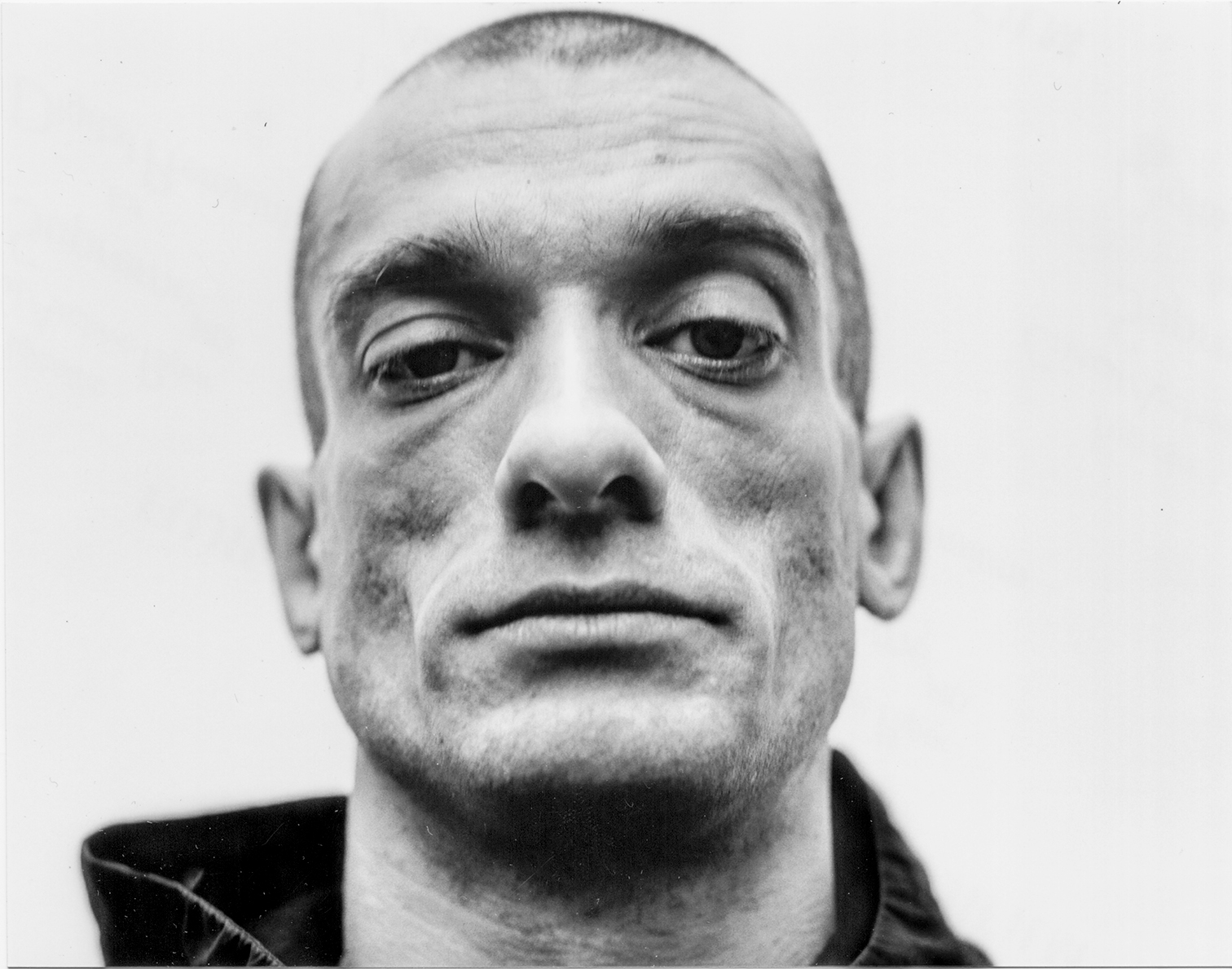
Pjotr Pawlenski (2019)

Pjotr Andrejewitsch Pawlenski (* 8. März 1984 in Leningrad, heute Sankt Petersburg) ist ein russischer Zeitgenössischer Künstler. Er lebt in Paris.
Er ist bekannt für seine umstrittenen Kunstaktionen, die er als „Ereignisse politischer Kunst“ bezeichnet. Pawlenskij macht die „Mechanik der Macht“ sichtbar, indem er die Behörden zwingt, an seinen Veranstaltungen teilzunehmen und indem er seine Aktionen an Orten mit starker polizeilicher Überwachung inszeniert. Auf diese Weise wird „der Kriminalfall zu einer der Hauptebenen des Kunstwerks“ und die Regierung wird „in den Prozess des Kunstmachens hineingezogen“.

## Leben
Studium der monumentalen Malerei an der Hochschule für Werkkunst in St. Petersburg und der Zeitgenössischen Kunst an der Pro Arte Stiftung für Kunst und Kultur. Oksana Wiktorowna Schalygina war seine Partnerin, mit ihr hat er zwei Töchter und 2017 erhielt er mit ihr in Frankreich politisches Asyl. Seit 2018 ist er mit Alexandra de Taddeo liiert.

## Kunst und Aktionen
Seine Werke beinhalten oft Nacktheit und Selbstverstümmelung.
Er steht in der künstlerischen Tradition des Wiener Aktionismus der 1960er Jahre sowie zeitgenössischer russischer Aktionisten wie Chris Burden, Alexander Brener, Oleg Kulik und Fluxus.
Pawlenski betrachtet sich selbst als Künstler, nicht als politischen Aktivisten.

### Russland
Pawlenskis Performances sorgten wiederholt für weltweite Schlagzeilen.

#### Naht (2012)
Am 23. Juli 2012 erschien Pawlenski vor der Kasaner Kathedrale in Sankt Petersburg mit zugenähten Lippen und hielt ein Transparent, auf dem stand: „Die Aktion von Pussy Riot war eine Nachbildung der berühmten Aktion von Jesus Christus (Matthäus 21:12–13)“.  Die Polizei rief einen Krankenwagen und schickte ihn zu einer psychiatrischen Untersuchung; der Psychiater erklärte ihn für gesund und entließ ihn kurz nach dem Vorfall. Der Künstler erklärte, dass er die mangelnde Wertschätzung für Künstler im heutigen Russland hervorheben wollte, und sagte: „Meine Absicht war nicht, jemanden zu erstaunen oder mit etwas Ungewöhnlichem zu erscheinen. Vielmehr hatte ich das Gefühl, dass ich eine Geste machen musste, die meine Situation genau widerspiegelt“.
Naht bezieht sich  auf David Wojnarowicz' Auftritt in Rosa von Praunheims Dokumentarfilm Schweigen = Tod (1990), in dem sich Wojnarowicz aus Protest gegen die Untätigkeit der Reagan-Regierung gegen die AIDS-Epidemie die Lippen zugenäht hat.
Am 14. November 2012 veröffentlichte die Nachrichtenagentur Reuters ihre Liste der 98 besten Fotos des Jahres, in der auch Naht enthalten war.

#### Kadaver (2013)
Am 3. Mai 2013 hielt Pavlensky eine politische Kunstaktion ab, in der er die Existenz einer Person innerhalb eines repressiven Rechtssystems zeigen wollte. Diese Aktion wurde Kadaver genannt. Seine Assistenten brachten ihn nackt, eingewickelt in einen mehrschichtigen Kokon aus Stacheldraht, zum Haupteingang des Gebäudes der gesetzgebenden Versammlung von Sankt Petersburg. Der Künstler blieb schweigend, in halbgebeugter Haltung im Inneren des Kokons liegen und reagierte nicht auf die Handlungen anderer, bis er von der Polizei mit Hilfe einer Gartenschere befreit wurde.

#### Fixierung (2013)
Am 10. November 2013 hämmerte Pawlenski, während er nackt auf dem Steinpflaster vor dem Lenin-Mausoleum auf dem Roten Platz in Moskau saß, einen großen Nagel durch seinen Hodensack und befestigte ihn auf dem Steinpflaster. Seine politische Kunstaktion fiel mit dem jährlichen Tag der russischen Polizei zusammen. Als die Polizei eintraf, deckten sie ihn mit einer Decke zu und verhafteten ihn später.
„Ein nackter Künstler, der auf seine an das Kopfsteinpflaster genagelten Hoden schaut, ist eine Metapher für die Apathie, die politische Gleichgültigkeit und den Fatalismus der russischen Gesellschaft“, erklärte Pawlenski später gegenüber den Medien.

#### Freiheit (2014)
Am 23. Februar 2014 organisierte Pawlenski eine Veranstaltung mit dem Namen Freiheit, inspiriert vom Maidan und der ukrainischen Revolution 2014. Der Künstler und seine Freunde bauten eine imitierte Barrikade auf der Dreifaltigkeitsbrücke in Sankt Petersburg, verbrannten Reifen und schlugen Trommeln. Die Veranstaltung wurde von der Sankt Petersburger Polizei unterbrochen, die Pawlenski und seine Kollegen verhaftete.
Am 25. Februar 2014 stellte das Strafgericht Dserschinskij das Verwaltungsverfahren gegen Pawlenski wegen des Vorwurfs des Hooliganismus ein und entließ ihn aus der Untersuchungshaft. Die Ermittlungen wegen Pawlenski angeblichen Verstoßes gegen die Vorschriften über politische Versammlungen wurden fortgesetzt. Er wurde wegen Vandalismus angeklagt. Während der Ermittlungen zeichnete Pawlenski heimlich seine Verhörsitzungen mit Pavel Jasman, dem Hauptermittlungsbeamten, auf und verwickelte ihn in eine Diskussion über das Wesen und die Bedeutung von politischer Kunst. Jasman kündigte daraufhin seinen Job beim russischen Ermittlungskomitee und begann sich darauf vorzubereiten, Anwalt zu werden, um u. a. auch Pavlenski zu verteidigen. Die Abschrift der Gespräche wurde als Dialoge über Kunst in mehreren Ländern veröffentlicht.

#### Abtrennung (2014)
Am 19. Oktober 2014 schnitt sich Pavlensky mit einem Kochmesser sein Ohrläppchen ab, während er nackt auf dem Dach des berüchtigten Serbsky-Zentrums saß, um den politischen Missbrauch der Psychiatrie in Russland sichtbar zu machen. Diese Kunstaktion war eine Hommage an Van Gogh.

#### Bedrohung (2015)
Am 9. November 2015 um 1:15 Uhr Moskauer Zeit kam Pawlenski zum ersten Eingang des Lubjanka-Gebäudes, das der Hauptsitz des russischen Föderalen Sicherheitsbehörde (FSB) ist, übergoss die Eingangstür mit Benzin und setzte sie mit einem Feuerzeug in Brand. Die Türen des Gebäudes wurden teilweise verbrannt. Pawlenski stand und wartete darauf, verhaftet zu werden, wurde nach 30 Sekunden ohne Widerstand festgenommen und wegen Ruhestörung angeklagt. Wenige Stunden nach dem Ereignis erschien im Internet ein Video, in dem der Sinn der Verbrennung erklärt wurde.
Das Strafverfahren gegen Pawlenski wurde am 9. November 2015 unter dem Abschnitt „Vandalismus“ des Artikels 214 des russischen Strafgesetzbuchs eröffnet. Er wurde für einige Wochen in einer psychiatrischen Abteilung festgehalten und verbrachte sieben Monate im Gefängnis, wo er auf seinen Prozess wartete.
Am 8. Juni 2016 erklärte das Moskauer Strafgericht Pawlenski des Vandalismus für schuldig und verurteilte ihn zu einer Geldstrafe von 500.000 Rubel, die Pavlensky sich weigerte zu zahlen.

### Frankreich
Pawlenski floh im Dezember 2016 zunächst in die Ukraine und später nach Paris, da ihm sexuelle Übergriffe auf eine Schauspielerin vorgeworfen werden, die er gemeinsam mit seiner Gefährtin begangen haben soll. Im Januar 2017 bat er in Frankreich um Asyl.
In einem Interview mit der Deutschen Welle erzählte er, dass er in Paris in einem besetzten Haus lebe und sich durch Ladendiebstahl ernähre.

#### Beleuchtung (2017)
Am 16. Oktober 2017, seiner ersten politischen Kunstaktion außerhalb Russlands, wurde Pawlenski in Paris verhaftet, nachdem er die Fenster eines Büros der Banque de France auf der Place de la Bastille in Paris angezündet hatte. Er wurde zusammen mit seiner Gefährtin Oksana Schalygina wegen Sachbeschädigung angeklagt. Er wurde zunächst in einer psychiatrischen Abteilung festgehalten, bis ein Richter seine Unterbringung in der Untersuchungshaft im Gefängnis Fleury-Mérogis anordnete. Pawlenski trat während seiner Inhaftierung zweimal in einen trockenen Hungerstreik, um gegen die „mangelnde Transparenz“ des Gerichtsverfahrens zu protestieren. Er saß elf Monate in Untersuchungshaft.
Am 10. Januar 2019 wurde Pawlenski zu drei Jahren Haft verurteilt; seine Untersuchungshaft wurde als verbüßte Zeit angerechnet und die verbleibenden zwei Jahre wurden zur Bewährung ausgesetzt. Schalygina wurde zu zwei Jahren Haft verurteilt, von denen 16 Monate zur Bewährung ausgesetzt wurden. Außerdem sind die Verurteilten verpflichtet, der Bank of France 18.678 € als Entschädigung für materiellen Schaden und 3.000 € für moralischen Schaden zu zahlen. Laut der Zeitung Le Matin rief Pawlenski daraufhin auf Russisch „Niemals!“. Er widmete seinen Prozess dem Marquis de Sade.

#### Pornopolitik (2020)
Im Jahr 2020 führte Pawlenski eine neue politische Kunstaktion mit dem Namen „Pornopolitics“ durch, für die er eine Website ins Leben rief, die er als „die erste politische Pornoplattform“ präsentierte. Diese Aktion zielt darauf ab, die Lügen von Beamten, Politikern, Vertretern der Macht zu entlarven, die „der Gesellschaft Puritanismus aufzwingen, während sie sie verachten“.
Am 12. Februar veröffentlichte der Künstler auf dieser Website intime Videos und sexuell konnotierte Nachrichten, die der Abgeordnete und Pariser Bürgermeisterkandidat Benjamin Griveaux an eine Frau geschickt hatte. Pawlenski erklärte, dieses Material zeige „die Heuchelei“ des Kandidaten, der im Wahlkampf mit „traditionellen Familienwerten“ geworben hatte. Benjamin Griveaux zog sich daraufhin von den Bürgermeisterwahlen zurück. Pornopolitique.com wurde drei Tage nach dem Ereignis offline geschaltet.
Pawlenski wurde verhaftet und zusammen mit seiner Partnerin Alexandra de Taddeo, die Empfängerin der sexuell eindeutigen Inhalte war, in Polizeigewahrsam genommen. Er wurde 2023 zu einer Strafe von sechs Monaten Haft, die er außerhalb des Gefängnis mit einer elektronischen Fußfessel verbüßen kann, verurteilt. Seine Partnerin wurde zu einer Bewährungsstrafe von sechs Monaten verurteilt. Außerdem müssen sie Griveaux Schadenersatz in Höhe von 15.000 Euro zahlen und 5.000 Euro an Anwaltskosten übernehmen.

### Preise
2016 verlieh die Human Rights Foundation Pawlenski den Václav-Havel-Preis für kreativen Dissens. Da Pawlenski die „Partisanen von Primorje“ unterstützt, deren Mitglieder wegen besonders grausamer Polizistenmorde verurteilt wurden, zog die Human Rights Foundation im Juli 2016 die Preisvergabe wieder zurück.
2016 wurde Pawlenski für den Staatlichen Innovationspreis in der Kategorie „Visuelle Kunst“ nominiert. Kurz darauf wurde er durch eine Entscheidung des Organisationskomitees des Wettbewerbs ohne Erklärung von der Nominierungsliste ausgeschlossen, woraufhin mehrere Experten den Beirat aus Protest gegen seinen Ausschluss verließen.

### Ausstellungen
- 2012 Oculus Two. Gruppenausstellung, organisiert von der Stiftung Pro Arte für Kunst und Kultur.[72]
- 2013 Ghosts of Identity. Street-Art-Ausstellung im Innenhof des Eremitage-Museums. Diese Ausstellung ist ein Projekt der Zeitschrift „Politische Propaganda“.
- 2017 Art Riot. Gruppenausstellung, organisiert von der Saatchi Gallery.[73][74]
- 2017 Beyond the pleasure principle. Gruppenausstellung in der Zachęta National Art Gallery.[75]
- 2017 Luther und die Avantgarde. Gruppenausstellung im ehemaligen Gefängnis in Wittenberg ausgestellt.
- 2018 Talking about a revolution im Visconti, gestaltet von Paul Ardenne.[76]
- 2018 439754. Fotoausstellung in der Pack Gallery, benannt nach Pawlenskis Matrikelnummer im Gefängnis von Fleury-Mérogis.[77]
- 2018 Us or Chaos. Gruppenausstellung im Museum BPS22 in Charleroi, Belgien.[78]
- 2019 Archives of Pyotr Pavlensky in der Galerie ART4.[79]